# Селянське весілля (Брейгель)
«Селя́нське весі́лля» (нід. De boerenbruiloft) — картина фламандського художника Пітера Брейгеля Старшого (1525/30–1569), представника доби Північного Відродження. Створена близько 1568 року. Зберігається у Музеї історії мистецтв у Відні (інв. №GG 1027).
«Селянське весілля» — знаковий твір Брейгеля старшого, насичена багатьма яскравими особливостями та малюнковими знахідками майстра.

## Опис

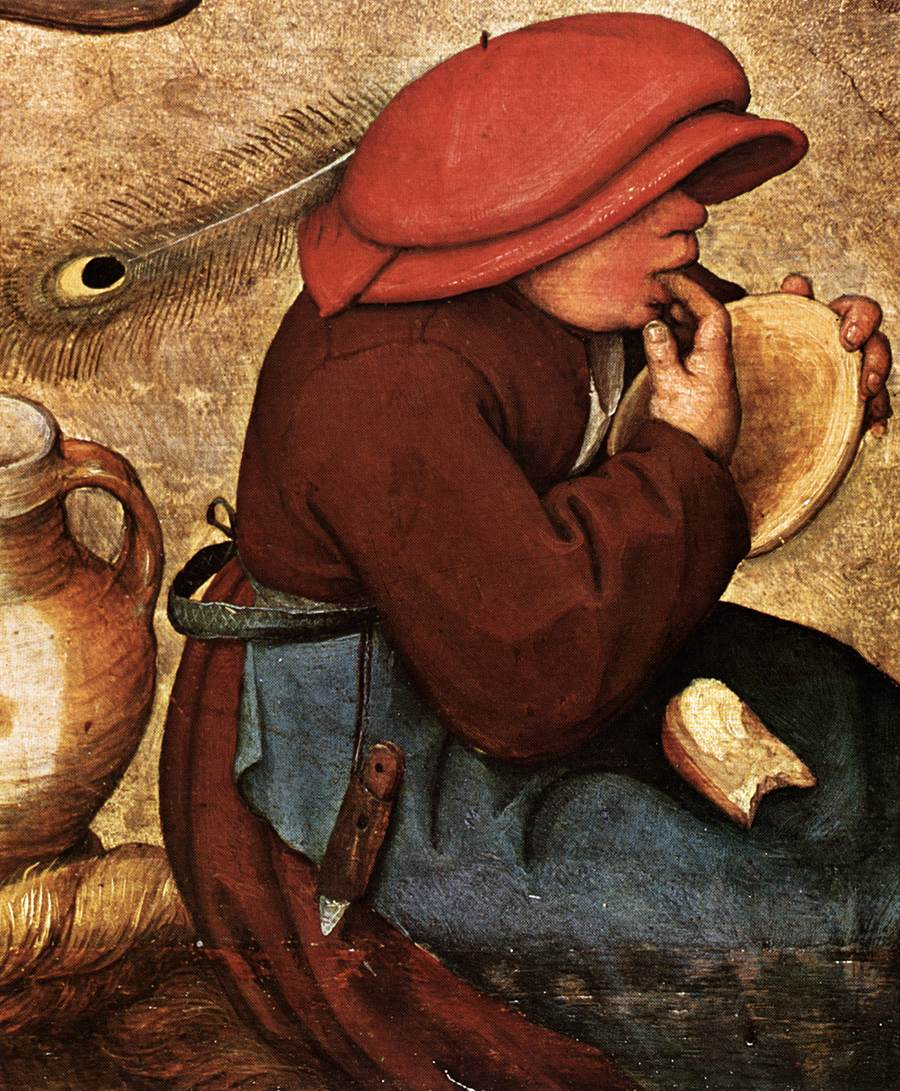
Деталь

На картині зображене багате селянське весілля, влаштоване за нідерландськими та фламандськими традиціями XVI століття. У центрі картини — стіл для святкового бенкету, який знаходиться у коморі (частина якої вигороджена солом'яними стінами). Застілля розгортається у скромній, але пристойній атмосфері. У центрі сцени зображена наречена, що сидить у карикатурній позі жриці: обличчя її важливе, рум'яне, погляд втомлений, а її положення підкреслене не тільки нарядом, але і паперовим ліхтариком у вигляді вінка, який підвішений у неї над головою. Ліворуч він нареченої сидять її нотаріус у кріслі з високою спинкою у хутровій шапці та куртці, присутність якого обов'язкова для укладання шлюбного контракту. Наречений на картині відсутній, оскільки за традицією він не мав зустрічатися із нареченою до самого весільного вечора. Однак існує й інша версія: існував звичай, за яким спочатку бенкет влаштовувався у домі нареченої, а лише потім вона перебиралася до майбутнього чоловіка.
На стіл подаються кремоподібні, жовті від шафрану страви як добрі передвістя нареченим і побажання майбутніх врожаїв. Снопи, що висять на стінах — символи родючості, вказують на найкращий час для проведення весіль, а саме після збору врожаю. На передньому плані зображена дитина, що сидить на підлозі та старанно, із насолодою облизує пальці та плошку. На шапці дитини — павине перо. Якщо вважати, що павич священний символ безсмертя, то персонаж повинен виражати побажання довгого кохання нареченим. Навколо дитини царить несите збудження: співтрапезники захоплено із задоволенням поглинають наїдки. За святковим столом знайшлося місце і для монаха-францисканця, який спілкується із бородатим чоловіком. Персонаж, що скромно прилаштувався у кінці стола праворуч із шаблею в руках — що це може бути автопортрет художника. Всі персонажі бажають, щоб весілля вдалося: два волинщики, чоловік, який розливає пиво, та допитливі, що товпляться біля ангара. Художник зображує бенкет не лише завдяки дотепним характеристикам персонажів, а використовує чітку композицію: стіл, який стоїть по діагоналі, створює абсолютно реалістичну точку зору. Атмосфера весела та невимушена. Брейгель зі своїм гострим розумом, створює не карикатуру на грубе та некрасиве, а поетично розповідає про різні періоди життя людини.
Карел ван Мандер у своїй праці «Книга про художників» (1604) пише, що у художника був звичай запрошувати таких гуляк до себе і писати їх з натури. Попри поширену колись думку про «грубість» цієї «селянської» картини, сьогодні вона вважається шедевром. Перспектива, кольори та наочність у ній бездоганні.

## Історія
Картина була придбана ерцгерцогом Францом Ернстом у 1594 році; після цього знаходилась у колекції імператора Рудольфа II.
У 1659 році потрапила до колекції ерцгерцога Леопольда-Вільгельма (1614—1662).